# Chongwen
Chongwen är ett tidigare stadsdistrikt i Peking, Folkrepubliken Kinas huvudstad. Distriktet utgjorde den sydöstra östra delen av den gamla stadskärnan och här finns bland annat Pekings järnvägsstation, Himmelens tempel och Mingdynastins stadsmurspark
Sedan 2010 ingår Chongwen i stadsdistriktet Dongcheng.